# A4 (Bulgarije)
De A4 of Maritsa (Bulgaars: Марица) is een autosnelweg in Bulgarije. Hij loopt van de A1 bij Orisovo naar de Turkse grens. De weg vormt samen met de A1 en de Turkse O-3 een autosnelweg tussen Sofia en Istanboel. De A4 is 117 kilometer lang. De weg is genoemd naar de rivier Maritsa waar de A4 langs loopt.

## Europees wegennet

de Pan-Europese Corridor IV aangegeven in rood

De Maritsa autosnelweg maakt deel uit van het Pan-Europees transportnetwerk, de Corridor IV en Corridor X volgen de weg volledig. De Corridor IX volgt de weg vanaf de aansluiting Dimitrovgrad tot aan de afrit Svilengrad-West waar de route verder zuidwaarts naar Alexandroupolis in Griekenland gaat.
De Europese weg 80 volgt de autosnelweg volledig, de Europese weg 85 volgt de weg hetzelfde stuk als de Pan-Europese Corridor IX.

## Geschiedenis
De A4 heette oorspronkelijk A3. Op 6 augustus 2012 werden de nummer van de A3, A4 en A5 gewisseld. De A3 werd de A4, de A4 werd de A5 en de A5 werd de A3.
A1 - Trakija · 
A2 - Hemoes · 
A3 - Stroema · 
A4 - Maritsa · 
A5 - Tsjerno More · 
A6 - Europa · 
A7 - Veliko Tarnovo-Ruse · 
Noordelijke randweg van Sofia · 
Botevgrad-Vidin expresweg